# Анкета
Анкета или упитник је техника прикупљања података и обавештења који се примењује у друштвеним наукама. Спроводи се тако што већи број испитаника (који чине узорак) одговара на питања у вези са неким строго одређеним проблемом или појавом.
Термином анкета су обухваћени новинарски жанрови (новинска, радио и телевизијска анкета), књижевна анкета (званичне изјаве компетентних личности о једном питању из области књижевности) и анкета уопште, којом се у науци означава метод прикупљања чињеница.

## Анкета у научне сврхе
Анкетни лист са прецизним питањима се доставља испитаницима који одговарају на питања из разних области (културе, умјетности, политике и сл.) Резултати анкете се анализирају и на основу њих се извлаче закључци. Анкета у научне сврхе значи скуп изјава, ставова, мишљења више учесника компетентних да пруже одговоре на конкретно постављено питање. 

## Књижевна анкета
Књижевна анкета је метод којим се прикупљају стручна мишљења више учесника на конкретно постављено питање из области књижевности. Анкета као новинарски жанр - Овдје се говори о новинској, радио и телевизијској анкети и сваки од њих то ради на другачији начин. Оно што је заједничко јесте постављање једног питања те циљ да се дође до одређених резултата.

## Новинска анкета
Аутор новинске анкете је новинар. Он одабире тему и из ње извлачи питање јер од квалитетно постављеног питања углавном зависи квалитетан одговор. Новинар одређује испитанике (методом случајног или циљаног избора) а затим одговоре анализира и систематизује да би добио објективан закључак. Новинска анкета би се могла подијелити на три дијела: Уводни дио (Ту се обично у двије, три реченице наводи циљ анкете, тема и неки подаци о испитаницима), Други пасус (саопштава резултате, оцијене, ставове и мишљења.) и закључак (јасан и концизан закључак анкете).

## Радио анкета
Анкета се врши постављањем једног питања гдје се одговори биљеже тонским снимачем који се у студију обрађују. Радио анкета умјесто наслова има најаву а њу саопштава спикер или водитељ емисије, никако аутор анкете. Питање се чује само са првим анкетираним, док се сљедећи одговори пуштају без питања.

## Телевизијска анкета
Учесници анкете и њихови одговор те резултат анкете се представљају сликом и ријечју. ТВ анкета се може монтирати у студију а може бити и директна, блиц, са терена. Најава ТВ анкете мора бити кратка и ефектна а саопштава је водитељ или уредник док питање чујемо од аутора анкете, односно оног ко ради анкету. Аутор анкете се прикаже само са првим анкетираним док касније се приказују само испитаници.